# 樫保駅
座標: 北緯48度21分30秒 東経142度40分7秒 / 北緯48.35833度 東経142.66861度
樫保駅（かしほえき）は、かつて樺太元泊郡元泊村に存在した鉄道省樺太東線の駅である。

## 歴史
- 1927年（昭和2年）11月20日 - 樺太鉄道落合駅 - 知取駅間(170.5km)開業により設置。
- 1941年（昭和16年）4月1日 - 樺太鉄道の国有化により、樺太庁鉄道東海岸線の駅となる。
- 1943年（昭和18年）4月1日 - 南樺太の内地化にともない、鉄道省（国有鉄道）に編入。
- 1945年（昭和20年）8月 - ソ連軍が南樺太へ侵攻、占領し、駅も含め全線がソ連軍に接収される。
- 1946年（昭和21年）
  - 2月1日 - 日本の国有鉄道の駅としては、書類上廃止。
  - 4月1日 - ソ連国鉄に編入。ロシア語駅名は「ザオジョールノエ スタロエ」。

## 駅名の由来
当駅の所在する地名からであり、地名はアイヌ語の「カシ・ポ」（小さい納屋）、「カス・ポ」（徒歩で渡る者）、「カシポ」（一方が高く、一方が低い地形）による。

## 運行状況
（1944年当時）
- 1945年現在、上りは敷香駅発元泊駅行き2本と白浦駅行きと落合駅行き各1本であった。下りは敷香駅行きが3本と上敷香駅行き1本であった。
- 大泊港駅発着の夜行列車は通過していた。

現在はポロナイスク駅、チーハヤ駅発着の1往復のみ停車する。

## 駅周辺
- 樫保山

## 隣の駅
鉄道省樺太鉄道局
樺太東線
元泊駅 - 樫保駅 - （樫保温泉駅） - 北樫保駅